# Solanum fernandezianum
Solanum fernandezianum är en potatisväxtart som beskrevs av Rodolfo Amando Philippi. Solanum fernandezianum ingår i släktet skattor som ingår i familjen potatisväxter. Inga underarter finns listade i Catalogue of Life.